# Charakteristika (sloh)
Charakteristika je popisný slohový útvar, který zachycuje povahové vlastnosti člověka či (fiktivní) postavy. Všímá si jeho vztahu k lidem, zájmů a schopností, vztahu k povinnostem nebo například práci.

## Rozdělení

### Charakteristika přímá
- vlastnosti charakterizované osoby se vyjadřují přímo, např. „Jana je pečlivá.“

### Charakteristika nepřímá
- při charakteristice se uvádí příklady jednání, ze kterých vlastnosti nepřímo vyplývají, např. „Každému do očí řekl, co si o něm myslí.“, „Babička nikdy neseděla s rukama v klíně, vždy se chopila nějaké práce.“

### Charakteristika vnější
- popisuje vnější vzhled: „Má modré triko a černé kalhoty.“

Svojí podstatou nejde o charakteristiku, ale o obyčejný popis. Na školách však bývá běžně označována za druh charakteristiky.

### Charakteristika vnitřní
- popisuje vnitřní vlastnosti osoby, o které se mluví: „Je to hodný a milý člověk.“